# هوکوتو، هوکایدو
هوکوتو در استان هوکایدو در کشور ژاپن  واقع شده‌است  که دارای جمعیت ۴۹٬۵۰۶ نفر و مساحت ۳۹۷٫۳۰ کیلومتر مربع با تراکم جمعیت ۱۲۵  نفر در کیلومترمربع است و در تاریخ ۱ فوریه ۲۰۰۶ به عنوان شهر شناخته شد.